# Stayella rohdei
Stayella rohdei är en kackerlacksart som först beskrevs av Robert Walter Campbell Shelford 1908.  Stayella rohdei ingår i släktet Stayella och familjen småkackerlackor.
Artens utbredningsområde är Kamerun. Inga underarter finns listade i Catalogue of Life.